# Ksenia Perova
Ksenia Perova (în rusă Ксения Перова; n. 8 februarie 1989, Sverdlovsk-45, RSFS Rusă, URSS) este o arcașă ce a reprezentat Rusia, medaliată olimpică. A participat la 3 ediții ale Jocurilor Olimpice (2012, 2016, 2020) în care a câștigat o medalie de argint.